# Яндоушка
Яндо́ушка (чув. Ăнтавăш) — река в России, протекает в Канашском районе Чувашской Республики. Правый приток реки Малый Цивиль.

## География
Река Яндоушка берёт начало у деревни Тюлькой. Течёт на юг мимо населённых пунктов Хоруй, Передние Яндоуши, 1-я Высоковка, 2-я Высоковка. Устье реки находится в 54 км по правому берегу реки Малый Цивиль. Длина реки составляет 12 км, площадь водосборного бассейна — 90,1 км². Яндоушка имеет 6 притоков.

## Данные водного реестра
По данным государственного водного реестра России относится к Верхневолжскому бассейновому округу, водохозяйственный участок реки — Цивиль от истока и до устья, речной подбассейн реки — Волга от впадения Оки до Куйбышевского водохранилища (без бассейна Суры). Речной бассейн реки — (Верхняя) Волга до Куйбышевского водохранилища (без бассейна Оки).
Код объекта в государственном водном реестре — 08010400412112100000421.